# Tompa
Tompa är en mindre stad i Ungern med 4 286 invånare (2019).